# 突尼斯圍城戰 (傭兵戰爭)
突尼斯圍城是公元前238年後期迦太基軍隊与叛變的迦太基雇傭兵的戰爭中的一場战役。

## 封鎖
在锯子战役中戰勝後，哈米爾卡揮师指向盘踞在突尼斯的傭兵叛軍主力。叛軍首領馬霍斯处于不利状态，只好等待哈米爾卡進軍。 佢估計哈米爾卡有可能在前238年10月進行圍城封鎖。 突尼斯的東邊是海而西邊是一片大型鹽沼澤，這代表只餘下南北兩條路線。哈米爾卡決定自己紮營在南邊而漢尼拔則封鎖北面道路。
哈米爾卡對傭兵叛軍在早前戰役向迦太基人的處決和嚴刑感到憤怒。可能正是因为如此，并希望打击雇佣兵的士气，他将许多在锯子战役中俘虏的雇佣兵首領钉在了十字架上。在叛军完全的视野之下，十字架在汉尼拔营地外竖起。

## 馬霍斯攻擊
馬霍斯觀察到漢尼拔太意忽略他營地的警戒，於是展開一次突襲，並成城佔領營地及捕捉漢尼拔。 波利比烏斯將失敗歸咎於漢尼拔，但Seibert則比較傾向歸咎失敗於哈米爾卡不能預計這次突襲。